# Епархия Каламы
Епархия Каламы (лат. Dioecesis Calamensis) — титулярная епархия Римско-Католической церкви.

## История
Город Калама (сегодня — Гельма, Алжир) была местом античной христианской епископской кафедры. Епархия Каламы входила в Александрийский патриархат. Первые епископы Каламы были в дружеских отношениях со святым Августином. Каламский епископ Мегалий рукоположил Августина в епископа. Поссидий был другом Августина в течение 40 лет и присутствовал при смерти Августина в 430 году.
С 1518 года епархия Каламы является титулярной епархией Римско-Католической церкви.

## Епископы Каламы
- епископ Донат (упоминается в 305 году);
- епископ Megalius (395—397);
- епископ святой Поссидий (397—430);
- епископ Кводвультдеус (484).

## Титулярные епископы
- епископ Gondisalvo Ribeiro d’Almeida (9.08.1518 — ?);
- епископ Nunnius Martini (11.02.1534 — ?);
- епископ Gasparo dos Reis (29.11.1555 — ?);
- епископ Gerolamo Pereyra (15.12.1557 — ?);
- епископ Diego;
- епископ Gerolamo Carrerio (11.03.1598 — ?);
- епископ Edmund O’Dwyer (6.02.1645 — 23.05.1646) — назначен епископом Лимерика;
- епископ Terence O’Brien (11.03.1647 — 31.10.1651);
- епископ Andrea Ridolfi (12.02.1663 — 15.04.1677);
- епископ Stefan Antonin Mdzewski (11.01.1690 — 16.05.1718);
- епископ Giorgio Antonio (Carlo di San Corrado) Vareschi (14.09.1764 — 6.01.1785);
- епископ Adrian Butrymowicz (13.01.1792 — 29.03.1819);
- епископ José Calixto Orihuela Valderrama (29.03.1819 — 27.06.1821) — назначен епископом Куско;
- епископ Clemens August Droste zu Vischering (9.04.1827 — 1.02.1836) — назначен архиепископом Кёльна;
- епископ Ferdinando (Luigi Maria di Santa Teresa) Fortini (8.08.1837 — 5.01.1848);
- епископ Louis-Marie Pineau (21.05.1886 — 14.01.1921);
- епископ Martino Chiolino (10.03.1921 — 19.04.1948);
- епископ Eugène Joseph Hubert Lebouille (6.03.1948 — 27.05.1957);
- епископ René Toussaint (16.01.1958 — 10.11.1959) — назначен епископом Ипамы;
- епископ Henri Gufflet (16.12.1959 — 7.04.1966) — назначен епископом Лиможа;
- епископ Jean Hengen (8.04.1967 — 13.02.1971) — назначен епископом Люксембурга;
- епископ Jožef Kvas (13.05.1983 — 29.12.2005);
- епископ José Daniel Falla Robles (15.04.2009 — по настоящее время).

## Источник
- Pius Bonifacius Gams, Series episcoporum Ecclesiae Catholicae, Leipzig 1931, стр. 464  (лат.)
- Stefano Antonio Morcelli, Africa christiana, Volume I, Brescia 1816, стр. 115—116  (лат.)
- Konrad Eubel, Hierarchia Catholica Medii Aevi, vol. 3 Архивная копия от 21 марта 2019 на Wayback Machine, стр. 146; vol. 4 Архивная копия от 4 октября 2018 на Wayback Machine, стр. 128; vol. 5, стр. 136; vol. 6, стр. 139; vol. 7, стр. 125; vol. 8, стр. 170  (лат.)